# Non mi lasciate solo
Non mi lasciate solo è un album realizzato da Enrico Montesano, pubblicato su vinile a 33 giri nell'autunno del 1988, in concomitanza con la conduzione di Fantastico su Raiuno da parte del comico.

## Descrizione
Edito dalla Fonit Cetra, il disco contiene 8 brani di Claudio Mattone, ed a tre di essi, ovvero Buon appetito all'Italia che va, Un pizzico di fortuna e Caro Pigiama, collabora lo stesso Montesano.
Buon appetito all'Italia che va rappresenta la sigla iniziale del programma, mentre Caro Pigiama è quella di chiusura. Johnny Sorrentino è una amara e divertente satira sugli emigranti italiani nel Nuovo Mondo.

## Tracce

### Lato A
- Buon appetito all'Italia che va
- Brodo
- Se fosse per me
- Un pizzico di fortuna

### Lato B
- Johnny Sorrentino
- Serenata ad una presentatrice
- Non mi lasciate solo
- Caro Pigiama